# میمون عنکبوتی کلمبیایی
میمون عنکبوتی کلمبیایی (نام علمی: Ateles fusciceps rufiventris) نام یک زیرگونه از گونه میمون عنکبوتی سرسیاه است.